# La Sirène
La Sirène je francouzský němý film z roku 1904. Režisérem je Georges Méliès (1861–1938). Film trvá zhruba 4 minuty. V anglosaských kinech vyšel pod názvem The Mermaid. Podle filmového kritika Williama B. Parrilla se filmem inspiroval Vasilij Gončarov pro svůj snímek Rusalka (1910).

## Děj
Film zachycuje kouzelníka, jak z akvária nalije trochu vody do klobouku, ze kterého následně vyloví několik ryb. Poté z klobouku vytáhne řadu králíků, které umístí na stůl. Kouzelník na samý závěr změní místnost v podmořské prostředí, kde se objeví mořská panna, a sám se promění v boha moře Neptuna.